# Les Cresnays
Les Cresnays település Franciaországban, Manche megyében. Lakosainak száma 230 fő (2022. január 1.). Les Cresnays Brécey, Cuves, Le Mesnil-Adelée, Reffuveille és Saint-Laurent-de-Cuves községekkel határos.

## Népesség
A település népességének változása:
| Lakosok száma | 425  | 308  | 287  | 251  | 244  | 236  | 230  | 225  | 227  | 230  |
|               | 1968 | 1982 | 1990 | 2006 | 2013 | 2015 | 2017 | 2019 | 2020 | 2022 |